# Верхослава Людмила
Верхослава або Верхуслава (пол. Wierzchoslawa Ludmiła Mieszkówna; 1153—1223) — польська принцеса; після одруження Герцогиня Лотарингії, що стала родоначальницею всіх наступних Герцогів Лотаринзьких, в тому числі й Франца I, що в шлюбі з Марією-Терезією започаткували династію Габсбургів-Лотаринзьких.
Донька Мешка III та його першої дружини принцеси Єлізавети, правнучка Великого князя Київського Святополка II.

## Біографія
Народилась близько 1153 року в родині Великого князя Польщі Мешка III та його першої дружини угорської принцеси Єлизавети.
Була другою донькою та четвертою дитиною в родині. Припускають, що її було названо на честь Верхуслави Всеволодівни, Великої княгині Польщі, дружини Болеслава IV.
Орієнтовно у 1167 р, Верхуслава одружилась з Фрідріхом І, сином Герцога Лотарингії Матьє І. Цей шлюб був організований дядьком Фредеріка — імператором Священної Римської імперії Фрідріхом Барбароссою під час його візиту до Польщі. В шлюбі у Верхуслави й Фредеріка народилось дев'ятеро дітей.
Завдяки Верхуславі зав'язались зв'язки між французькими та польськими представниками мистецтва та архітектури.
Після багаторічних суперечок між чоловіком Верхуслави Фредеріком І і його старшим (на 3 роки) братом герцогом Лотарингії Симоном II, 1205 році він нарешті зрікся престолу.
Фрідріх став герцогом, Верхуслава герцогинею Лотарингії. Однак їх правління було недовгим: через рік, 1206 року, Фрідріх I помер. Верхуслава повернулась до Польщі і мешкала там до самої смерті, близько 1223 року.

## Родина
Чоловік — Фрідріх I, герцог Лотарингії
Діти:
- Фредерик II — герцог Лотарингії
- Матіас — єпископ у Тюлі
- Филип — барон Жербевіля
- Т'єрі — барон Аутігну
- Генрі — барон Байона
- Агата — абатиса Ремірмону
- Юдит — графиня Сальма, дружина Генрі II
- Ядвіга — графиня Цвайбрюккен, дружина Генріха І
- Кунегунда — княгиня Лібмурга, дружина Вальрама III